# Al Treilea Război Anglo-Marathan
Al Treilea Război Anglo-Marathan (1817-1818) a fost ultimul conflict și cel decisiv între Compania Britanică a Indiilor de Est (EIC) și Imperiul Maratha⁠(d) din India. Războiul a lăsat Compania în control asupra celei mai mari părți din India. Totul a început cu o invazie a teritoriului marathan de către trupele Companiei Britanice a Indiilor de Est, cea mai mare dintre astfel de forțe britanice prezente în India. Trupele erau conduse de guvernatorul general Hastings (fără nicio legătură cu Warren Hastings, primul guvernator-general al Bengalului), și susținută de o altă forță sub comanda generalului Thomas Hislop. Operațiunile au început împotriva pindarilor, un grup de mercenari musulmani și marathani din India centrală.
Forțele peshwaului Baji Rao al II-lea, susținute de cele ale lui Mudhoji al II-lea Bhonsle din Nagpur și ale lui Malharrao Holkar al III-lea din Indore, s-au ridicat împotriva Companiei Indiilor de Est. Presiunile și diplomația l-au convins convins pe al patrulea mare conducător marathan, Daulatrao Shinde din Gwalior, să rămână neutru, chiar dacă a pierdut controlul asupra Rajasthanului.
Victoriile britanicilor au venit rapid, și au dus la destrămarea Imperiului Maratha și la pierderea independenței marathanilor. Peshwaul a fost învins în luptele de la Khadki și Koregaon. Trupele peshwaului au mai luptat în câteva alte bătălii minore pentru a preveni capturarea lui.
Peshwa fost în cele din urmă capturat și plasat pe o mică moșie la Bithur, aproape de Kanpur. Majoritatea teritoriului lui a fost anexat și a devenit parte a președinției Bombay. Maharajahul din Satara a fost restaurat ca domnitor al teritoriului său ca stat princiar. În 1848, acest teritoriu a fost și el anexat de către președinția Bombay în virtutea doctrinei decăderii⁠(d), o politică a Lordului Dalhousie. Bhonsle a fost învins în bătălia de la Sitabuldi și Holkar în bătălia de Mahidpur. Nordul teritoriilor stăpânite de Bhonsle din Nagpur și din jurul lui, împreună cu teritoriile peshwaului din Bundelkhand, au fost anexate de către India Britanică drept teritoriile Saugor și Nerbudda. Înfrângerea lui Bhonsle și Holkar a dus și la anexarea regatelor marathane din Nagpur și Indore de către Britanici. Împreună cu Gwalior de la Shinde și Jhansi de la peshwa, toate aceste teritorii au devenit state princiare care acceptau suzeranitatea britanică. Competența militară a britanicilor a fost demonstrată de victoriile rapide de la Pune, Sitabuldi, Mahidpur, Koregaon, și Satara.

## Marathanii și britanicii

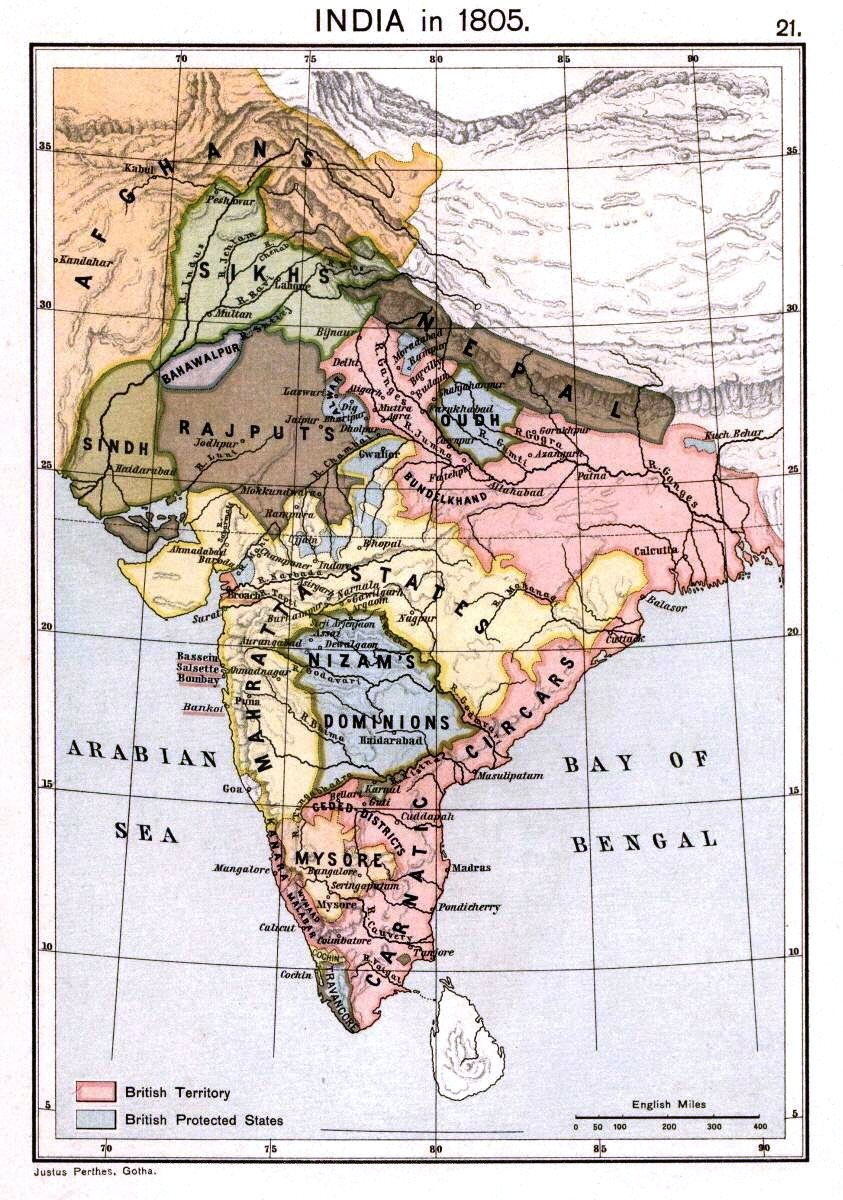
Harta Indiei după al Doilea Război Anglo-Marathan, 1805

Imperiul Marathan a fost fondat în 1674 de către Shivaji din dinastia Bhosle. Elemente comune în rândul cetățenilor Imperiului Marathan al lui Raja Shivaji erau limba marathi, religia hindusă, un puternic sentiment de apartenență, și sentimentul național. Shivaji a condus eforturile de rezistență pentru a-i elibera pe hinduși de moguli și de sultanatul musulman din Bijapur și a instituit dominația hindușilor. Acest regat era drept Hindavi Swarajya („auto-guvernarea hindusă”) în limba marathi. Capitala lui Shivaji era situată la Raigad. Shivaji a reușit să apere imperiul de atacurile Imperiului Mogul, și Imperiul Maratha a ajuns să-l învingă și să-l depășească, devenind în de câteva decenii principala putere în India. O componentă-cheie a guvernării marathane era sfatul celor opt miniștri, numit Ashta Pradhan („sfatul celor opt”). Cel mai important membru din Ashta Pradhan se numea peshwa sau Mukhya Pradhan (prim-ministru). 

### Creșterea puterii britanice
În timp ce marathanii se luptau cu mogulii la începutul secolului al XVIII-lea, britanicii dețineau mici târgușoare în Mumbai, Madras și Calcutta. Britanicii au fortificat postul naval Mumbai, după ce au văzut cum marathanii i-au învins pe vecinii lor portughezi la Vasai în mai 1739. Într-un efort de a-i ține pe marathani departe de Mumbai, britanicii au trimis soli pentru a negocia un tratat. Trimișii au avut succes, și la 12 iulie 1739 s-a semnat un tratat prin care Compania Britanică a Indiilor de Est obținea drepturi de comerț liber în teritoriul marathan. În sud, nizamul din Hyderabad a apelat la sprijinul francez pentru războiul său împotriva marathanilor. În reacție, peshwa a solicitat sprijin din partea britanicilor, dar a fost refuzat. Nevăzând puterea în creștere a britanicilor, peshwa a stabilit un precedent, solicitându-le ajutorul pentru a rezolva conflicte interne marathane. În ciuda lipsei de sprijin, marathanii au reușit să-l învingă pe nizam după cinci ani.
În perioada 1750-1761, Britanicii au învins Compania Franceză a Indiilor de Est în India, și la 1793 erau bine așezați în Bengal în est și în Madras în sud. Ei nu se puteau extinde spre vest deoarece acolo dominau marathanii, dar au pătruns în Surat pe coasta de vest pe mare.
Marathanii au ajuns dincolo de Ind, avansând pas cu pas pe măsură ce imperiul creștea. Responsabilitatea pentru gestionarea întinsului imperiu Maratha în partea de nord a fost încredințat celor doi lideri marathani, Shinde și Holkar, în timp de peshwa era ocupat în sud. Cei doi lideri nu au acționat concertat, și politicile lor au fost influențate de interesele personale și cerințele financiare. Ei și-au îndepărtat alți conducători hinduși, cum ar fi Rajpuții, Jatii, și Rohillii, și nu au reușit să obțină pe cale diplomatică susținerea altor lideri musulmani. O mare lovitură pentru marathani a venit odată cu înfrângerea lor pe 14 ianuarie 1761 la Panipat împotriva unei forțe musulmane combinate forță care s-au adunat pentru Jihad (război sfânt), în frunte cu afganul Ahmad Șah Abdali. O întreagă generație de conducători marathani a murit pe câmpul de luptă la capătul bătăliei. Cu toate acestea, între 1761 și 1773, marathanii au recâștigat terenul pierdut în nord.

### Relațiile anglo-marathane
Câștigurile marathanilor în nord au fost anulate de politicile contradictorii ale lui Holkar și Shinde și de disputele interne din familia peshwaului, care au culminat cu asasinarea peshwaului Narayanrao în 1773. Din această cauză, marathanii au dispărut practic din India de nord. Raghunathrao a fost înlăturat din funcția de peshwa ca urmare a rivalităților interne persistente. El a căutat ajutor de la britanici, cu care a semnat tratatul de la Surat în martie 1775. Acest tratat îi dădea acestuia asistență militară în schimb pentru controlul asupra Insulei Salsette și Fortului Bassein.
Tratatul a declanșat discuții în rândurile britanicilor atât din India, cât și din  Europa din cauza gravelor implicații ale unei confruntări cu puternicii marathani. Un alt motiv de îngrijorare era că Consiliul din Bombay își depășise autoritatea constituțională semnând un asemenea tratat. Acest tratat a fost cauza declanșării Primului Război Anglo-Marathan. Acest război a fost practic un impas, niciuna din părți nereușind să o învingă pe cealaltă. Războiul s-a încheiat cu tratatul de la Salabai în mai 1782, după medierea lui Mahadji Shinde. Previziunea lui Warren Hastings a fost principalul motiv pentru succesul britanicilor în război. El a distrus coaliția antibritanică și a creat o falie între Shinde, Bhonsle, și peshwa.
Marathanii erau fost încă într-o poziție foarte puternică atunci când noul guvernator general al teritoriilor controlate de britanici, Cornwallis, a sosit în India în anul 1786. După tratatul de la Salabai, britanicii au urmat o politică de conviețuire în nord. Britanicii și marathanii s-au bucurat de peste două decenii de pace, datorită diplomației lui Nana Phadnavis, un ministru al curții peshwaului Sawai Madhavrao în vârstă de 11 ani la preluarea funcției. Situația s-a schimbat imediat după moartea Nana în 1800. Lupta pentru putere între Holkar și Shinde l-a determinat pe Holkar să-l atace pe peshwa în Pune în 1801, întrucât peshwa a ținut partea lui Shinde. Peshwa Baji Rao al II-lea a fugit din Pune în siguranță pe o navă de război britanică. Baji Rao se temea de pierderea propriei puteri și a semnat tratatul de la Bassein. Acesta l-a transformat efectiv pe peshwa într-un aliat subordonat britanicilor.
Ca răspuns la tratat, Bhonsle și Shinde i-au atacat pe britanici, refuzând să accepte trădarea suveranității lor de către peshwa. Acesta a fost începutul celui de al Doilea Război Anglo-Marathan în 1803. Ambii au fost învinși de britanici, și toți conducătorii marathani au pierdut mari părți din teritoriu în favoarea britanicilor.

### Compania Britanică a Indiilor de Est
Britanicii călătoriseră mii de kilometri pentru a ajunge în India. Ei au studiat geografie indiană și și-au însușit limbile locale pentru a putea trata cu indienii. La acea vreme, ei erau avansați tehnologic, cu echipamente superioare în mai multe domenii critice, mult peste ce era disponibil la nivel local. Chhabra presupune că, chiar și fără a socoti superioritatea tehnică a britanicilor, ei ar fi câștigat războiul datorită disciplinei și organizării din rândurile lor. După Primul Război Anglo-Marathan, Warren Hastings a declarat în 1783 că pacea stabilită cu marathanii este pe un teren atât de solid că nu avea să mai fie zdruncinată ani de zile de atunci.
Britanicii considerau că este nevoie de o nouă abordare permanentă pentru a stabili și menține un contact permanent cu curtea peshwaului din Pune. Britanicii l-au numit pe Charles Malet, un important negustor din Bombay, pentru rezident permanent la Pune, datorită cunoștințelor sale despre limbile și obiceiurile din regiune.

## Preludiul
Imperiul Maratha intrase parțial în declin după al Doilea Război Anglo-Marathan. Eforturile de a moderniza armata erau făcute pe jumătate și indisciplinat: noile tehnici nu au fost absorbite de către soldați, în timp ce metodele și experiența mai vechi erau depășite și învechite. Imperiului Maratha îi lipsea un sistem eficient de spionaj, și diplomația sa era slabă față de cea britanică. Artileria marathană era depășită, iar armele erau de importat. Ofițerii străini erau responsabili cu manipularea armelor de import; marathanii nu au folosit niciodată oamenii lor în număr considerabil în acest scop. Deși infanteria marathană era lăudată de către cei ca Wellington, ea era slab condusă de generalii ei și se baza mult pe mercenari (cunoscuți sub numele de Pindari). Structura oarecum confederată care a evoluat în cadrul imperiului a creat o lipsă de unitate necesară pentru războaie.

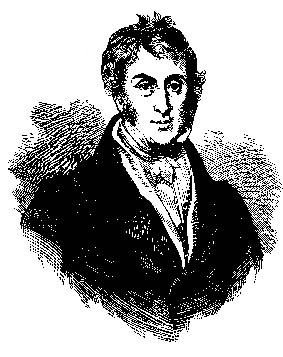
Mountstuart Elphinstone

Când a început războiul, puterea Companiei Britanice a Indiilor de Est era în creștere, întrucât Imperiul Maratha era în declin. Britanicii câștigaseră ultimele războaie cu marathanii, care ajunseseră la mila lor. Peshwa al Imperiului Maratha era în acest moment Baji Rao al II-lea. Mai mulți conducători marathani care anterior fuseseră de partea peshwaului erau acum sub controlul sau protecția britanicilor. Britanicii aveau aranjament cu dinastia Gaekwad din provincia marathană Baroda să-l împiedice pe peshwa să colecteze venituri din acea provincie. Gaekwad a trimis un reprezentant la peshwa în Pune pentru a negocia un litigiu cu privire la colectarea veniturilor. Trimisul, Gangadhar Shastri, era sub protecție britanică. El a fost omorât, iar ministrul Trimbak Dengle din guvernul condus de peshwa a fost suspectat de crimă.
Britanicii a profitat de ocazie pentru a-l obliga pe Baji Rao să mai semneze un tratat. Tratatul de la Pune a fost semnat pe 13 iunie 1817. Printre termenii-cheie pe care peshwa și i-a asumat se numărau recunoașterea vinovăției lui Dengle, renunțarea la pretențiile față de Gaekwad, și predarea unor teritorii importante britanicilor. Între acestea se numărau cele mai importante cetăți ale lui din Deccan, pe coasta Konkanului, și toate locurile de la nord de râul Narmada și la sud de Tungabhadra. Peshwa se angaja și să nu comunice cu vreo altă putere din India. Rezidentul britanic Mountstuart Elphinstone ceruse și ca peshwa să-și desființeze cavaleria.

### Planurile marathanilor

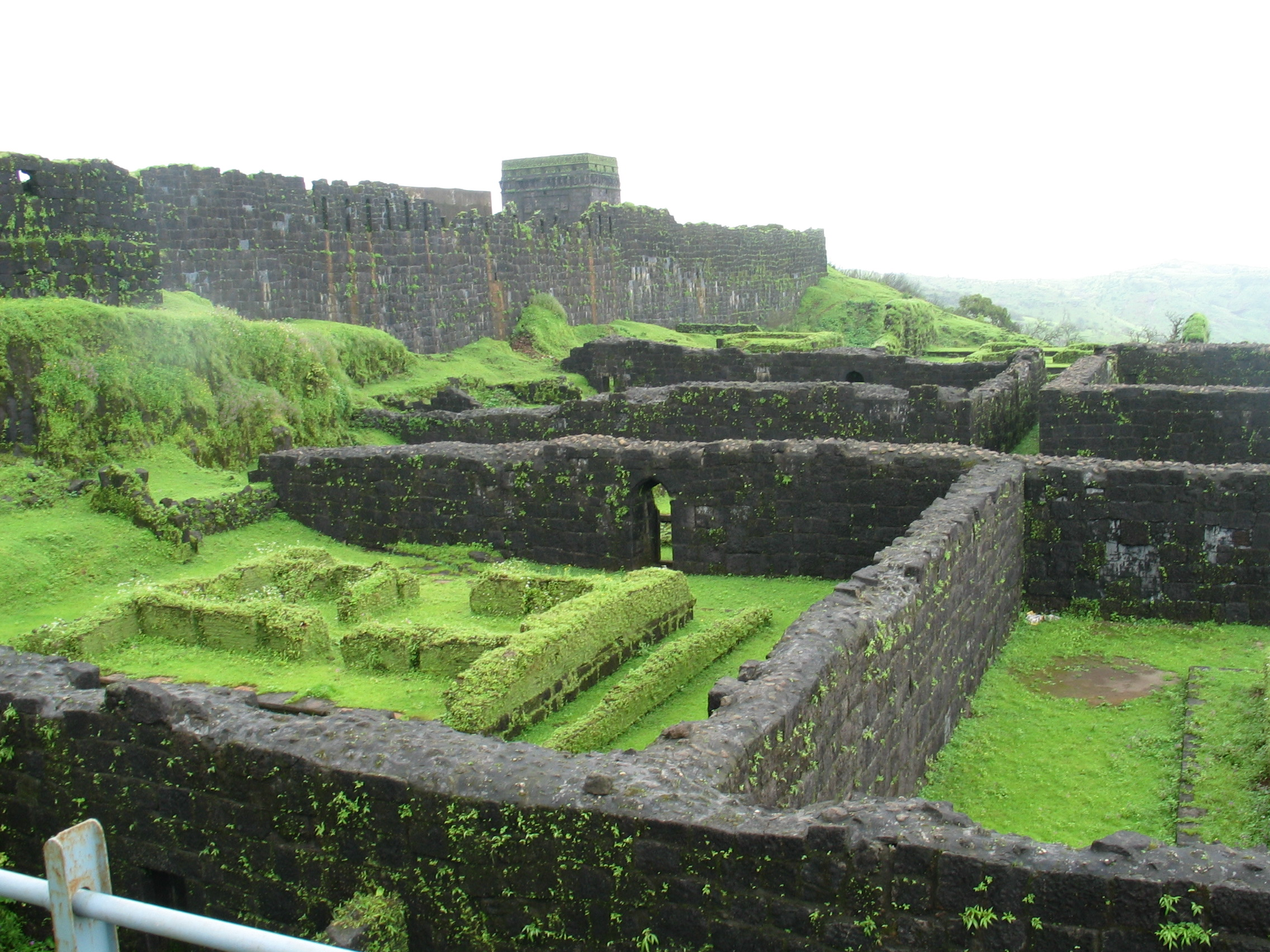
Ruinele vechiului palat de la fortul Raigad

Peshwa și-a desființat cavaleria, dar le-a cerut membrilor ei în secret să rămână pregătiți, și le-a oferit solda în avans pe șapte luni. Baji Rao l-a însărcinat pe Bapu Gokhale cu pregătirile pentru război. În august 1817, cetățile de la Sinhagad, Raigad, și Purandar erau fortificate de peshwa. Gokhale a recrutat în secret trupe pentru iminentul război. Au fost tocmiți mulți bhili și ramoshi. S-au făcut eforturi pentru a-i unifica pe Bhonsle, Shinde, și Holkar; au fost abordați chiar și mercenarii Pindari. Peshwa i-a identificat pe marathanii nemulțumiți din slujba rezidentului britanic Elphinstone și i-a recrutat în secret. O astfel de persoană a fost Jaswant Rao Ghorpade. S-au făcut eforturi în secret de a recruta și europeni, dar fără succes. Unii, cum ar fi Balaji Pant Natu, au rămas ferm de partea englezilor. Mai mulți dintre sepoy au respins ofertele peshwaului, și alții au raportat problema ofițerilor lor superiori. Pe 19 octombrie 1817, Baji Rao al II-lea a sărbătorit festivalul Dassera în Pune, unde trupele s-au adunat în număr mare. În timpul festivităților, un mare flanc al cavaleriei marathane s-a prefăcut că atacă trupele britanice de sepoy, dar și-a schimbat direcția în ultimul moment. Această manevră demonstrativă a fost concepută ca o înțepătură la adresa lui Elphinstone și ca o sperietoare pentru a determina dezertarea și recrutarea de sepoy britanici de partea lui peshwa. Peshwa și-a făcut planuri să-l omoare pe Elphinstone, în ciuda opoziției lui Gokhale. Elphinstone era pe deplin conștient de aceste evoluții datorită activității de spionaj a lui Balaji Punt Natu și a lui Ghorpade.
Burton oferă o estimare a forței diferitelor puteri marathane în preajma lui 1817:
El a estimat forțele marathane totale la 81.000 de infanteriști, 106.000 de cai sau călăreți și 589 de tunuri. Dintre aceste, peshwa dispunea cel mai mult de 28.000 de călăreți, împreună cu 14.000 de infanteriști și 37 de tunuri. Cartierul general al peshwaului era în Pune, Cea mai sudică locație dintre toate puterile marathane. Holkar avea a doua cavalerie ca efective, în total 20.000, și o infanterie numărând 8000. Avea, de asemenea, 107 tunuri. Shinde și Bhonsle aveau efective similare de cavalerie și infanterie, cu 15.000 și, respectiv, 16.000. Shinde avea 16.000 de infanteriști și Bhonsle, 18.000. Shinde avea cea mai mare parte din tunuri, 140, pe când Bhonsle avea 85. Holkar, Shinde și Bhonsle aveau centrele de putere în Indore, Gwalior și, respectiv, Nagpur. Liderul afgan Amir Han era centrat în Tonk în Rajputana și forța lui era de 12.000 de călăreți, 10.000 de infanteriști și 200 de tunuri. Pindari erau situați la nord de valea Narmada din zona Chambal și Malwa din India centrală. Trei căpetenii Pindari au fost de partea lui Shinde, acestea au fost Setu, Karim Han și Dost Mohammad. Trupele lor erau mai ales călăreți, în număr de 10.000, 6.000 și, respectiv, 4.000. Restul căpeteniilor Pindari — Tulsi, Imam Baksh, Sahib Han, Kadir Baksh, Nathu și Bapu — s-au aliat cu Holkar. Tulsi și Imam Baksh aveau fiecare câte 2.000 de călăreți, Kadir Baksh, 21,500. Sahib Khan, Nathu și Bapu aveau 1000, 750 și, respectiv, 150 de călăreți.

## Începutul

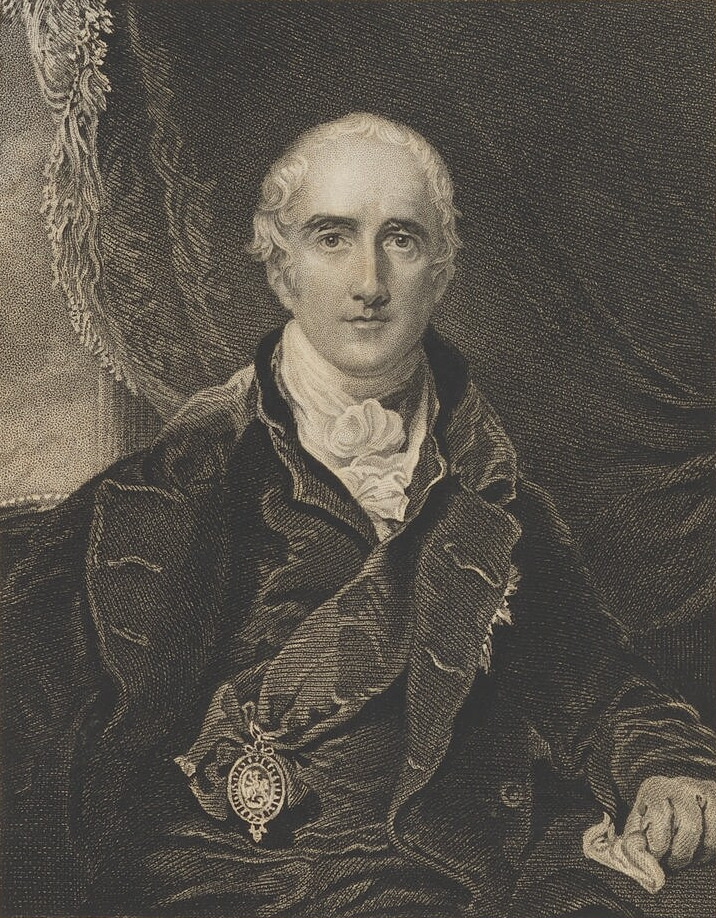
Richard Wellesley, primul marchizul Wellesley, care a extins rapid teritoriile Companiei cu victorii în Războaiele Anglo-Marathane

Teritoriul peshwaului era într-o zonă numită Desha, acum parte a actualului stat Maharashtra. Regiunea este formată din văile râurilor Krishna și Godavari și platourile Munților Sahyadri. Teritoriul lui Shinde din jurul Gwaliorului și Bundelkhandului era o regiune de dealuri și văi fertile care coboară spre Câmpia Indo-Gangetică la nord. Teritoriul Pindari îl constituiau văile și pădurile din Chambal, regiunea nord-vestică a actualului stat Madhya Pradesh. Era o regiune muntoasă, cu un climat aspru. Pindari operau și din Malwa, o zonă de podiș în nord-vestul statului actual Madhya Pradesh, la nord de Munții Vindhya. Holkar se afla în zona superioară a văii Narmada.
Războiul a fost mai mult o acțiune de curățare a terenului destinată definitivării expansiunii din anteriorul Război Anglo-Marathan, care a fost oprită din cauza unor probleme economice ale britanicilor. Războiul a început cu o campanie împotriva pindarilor. Văzând că britanicii erau în conflict cu pindari, forțele peshwaului au atacat forțele britanice la ora 16:00 în ziua de 5 noiembrie 1817, flancul stâng marathan atacând flancul drept britanic. Forțele marathane erau alcătuite din 20.000 de călăreți, 8.000 de infanteriști, și 20 de tunuri, în timp ce britanicii aveau 2000 de călăreți, 1.000 de infanteriști și opt tunuri. De partea marathanilor, alți 5.000 de călăreți și 1.000 de infanteriști îl păzeau pe peshwa pe dealul Parvati. Efectivele britanice cuprindeau și unitatea căpitanului Ford, care era în drum de la Dapodi către Khadki. Britanicii ceruseră și generalului Smith să vină la Khadki pentru luptă, dar nu anticipau că va ajunge la timp.
Trei dealuri din regiune erau Dealul Parvati, Dealul Chaturshringi, și Dealul Khadki. Peshwa a urmărit bătălia de pe Dealul Parvati, întrucât trupele Companiei Britanice a Indiilor de Est trupele se cantonaseră pe Dealul Pune. Cele două dealuri sunt separate de o distanță de patru kilometri. Râul Mula era puțin adânc și îngust și putea fi traversat în mai multe locații. Câteva canale (nallas în marathi) duceau în râu și, deși acestea nu constituiau obstacole, unele dintre ele erau ascunse de cauza vegetația din zonă.
Armata marathană era un amestec de rohilli, rajpuți, și marathani. Ea a cuprindea și o forță mică de portughezi cu ofițerul lor, Pinto. Flancul stâng al armatei marathane, comandată de Moropant Dixit și Raste, era staționat pe un teren șes pe care astăzi funcționează Universitatea din Pune. Centrul era comandat de Bapu Gokhale și dreapta era sub Vinchurkar. Mișcările britanice de trupe au început la 1 noiembrie 1817, când colonelul Burr și-a mutat forțele spre ceea ce este acum Grădina Bund pe Podul Holkar. Marathanii au avut reușit la început să creeze și să exploateze un spațiu între flancul stâng britanic și centru. Aceste succese au fost anulate de către caii marathani care s-au speriat de un canal ascuns și de către pierderea temporară a comenzii lui Gokhale, al cărui cal a fost împușcat. Marathanii au rămas fără conducător după ce Moropant Dixit de pe dreapta a fost împușcat mortal. Infanteria britanică a avansat constant, trăgând salvă după salvă, determinând cavalerie marathană să se retragă în decurs de patru ore. Britanicii au revendicat în curând victoria. Ei au pierdut 86 de oameni și maratha aproximativ 500.

### Pindari

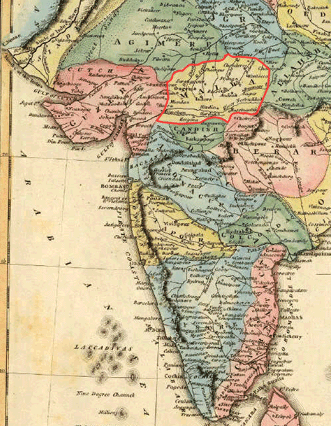
Malwa pe o hartă din 1823 a Indiei. În Malwa trăiau unii dintre pindari în secolul al XIX-lea

După al Doilea Război Anglo-Marathan, Shinde și Holkar au pierdut multe dintre teritoriile lor, în favoarea britanicilor. Ei i-au încurajat pe pindari să prade teritoriile britanice. Pindari, care în mare parte erau călăreți, au ajuns să fie cunoscut ca Shindeshahi și Holkarshahi după ce s-au pus în slujba respectivilor lideri marathani învinși. Liderii pindari au fost Setu, Karim Han, Dost Mohammad, Tulsi, Imam Baksh, Sahib Han, Kadir Baksh, Nathu, și Bapu. Dintre aceștia, Setu, Karim Han, și Dost Mohammad erau dintre Shindeshahi și restul dintre Holkarshahi. Forța totală a pindarilor în 1814 era estimată la 33.000. Pindari prădau frecvent satele din India Centrală. Rezultatul acestor raiduri pindari a fost că India Centrală a fost redusă rapid la starea de pustiu, deoarece țăranii nu mai puteau să se întrețină muncind pământul. Ei aveau de ales doar între a se alătura bandelor de jefuitori și a muri de foame. În 1815, 25.000 de Pindari au intrat în președinția Madras și au distrus peste 300 de sate de pe coasta Coromandel. O altă bandă a măturat regatul nizamului, în timp ce o a treia a intrat în Malabar. Alte raiduri pindari pe teritoriul britanic au urmat în 1816 și 1817. Francis Rawdon-Hastings considera că nu poate exista pace sau siguranță în India până când tâlharii pindari nu sunt făcuți să dispară.

### Planurile britanicilor
Nu se putea conduce o armată împotriva pindarilor, în speranța de a-i întâlni într-o bătălie obișnuită. Pentru a-i zdrobi eficient pe pindari, ei trebuia să fie înconjurați, astfel încât să nu poată scăpa. Francis Rawdon-Hastings a obținut din partea guvernului britanic autoritatea să ia măsuri împotriva pindarilor în timp ce comunica pe căi diplomatice principalii lideri marathani pentru a acționa concertat cu ei. Pindari au continuat să beneficieze de simpatia aproape tuturor conducătorilor marathani. În 1817, Rawdon-Hastings a strâns cea mai puternică armată britanică văzută vreodată până atunci în India, numărând circa 120.000 de oameni. Armata a fost adunată din două armate mai mici, Marea Armată sau Armata Bengalului în nord, sub comanda lui personală, și Armata Deccanului sub generalul Hislop în sud. Planul britanicilor era să normalizeze relațiile cu Shinde, Holkar, și Amir Han. Cei trei erau cunoscuți pentru atitudinea favorabilă față de pindari și pentru faptul că-i adăposteau în teritoriile lor. Shinde punea în secret la cale cu peshwa și cu autoritățile din Nepal să formeze o coaliție împotriva britanicilor. Corespondența lui cu Nepalul a fost interceptată și i s-a arătat la Durbar. El a fost nevoit să încheie un tratat prin care promitea să-i ajute pe britanici împotriva pindarilor și să împiedice formarea de noi bande pe teritoriul lui. Diplomația, presiunile, și tratatul de la Gwalior l-au ținut pe Shinde în afara războiului. Amir Han și-a desființat armata, cu condiția să i se garanteze posesiunea asupra principatului Tonk din Rajputana. Și-a vândut tunurile britanicilor și a acceptat să împiedice bandele de jefuitori să opereze pe teritoriul său. Armata pentru război era compusă din două armate, Marea Armată sau Armata Bengalului cu 40.000 de combatanți și Armata Deccanului, cu un efectiv de 70.400. Marea Armată a fost împărțită în trei divizii și o rezervă. Divizia din stânga era condusă de general-maior Marshall și divizia centrală era sub Francis Rawdon-Hastings. Rezerva era comandată de generalul Ochterlony. A doua armată, Armata Deccanului, era compusă din cinci divizii. Diviziile erau conduse de generalul Hislop, generalul de brigadă Doveton, generalul Malcolm, generalul de brigadă Smith, locotenent-colonelul Adams. Armata Deccanului era formată din 70.400 de combatanți, ceea ce făcea ca forța totală a întregii armate compuse a Companiei Britanice a Indiilor de Est să fie de 110.400. Rezidențiatele de la Madras și Pune aveau și ele fiecare câte două batalioane și o parte dintr-o unitate de artilerie. Rezidențiatul de la Madras mai avea trei trupe ale Batalionului 6 Bengal. În octombrie și la începutul lui noiembrie, prima divizie a Marii Armate a fost trimis în Sind, a doua în Chambal, a treia în Narmada de Est. Rezerva diviziei a fost folosită pentru a pune presiune pe Amir Han. Efectul expedierii primelor două divizii a fost izolarea lui Shinde de potențialii aliați. El și Amir Han au fost astfel forțați să semneze un tratat.
Prima și a treia divizie a Armatei Deccanului erau concentrate la Harda să țină vadurile Narmadei. Cea de-a doua divizie a fost folosit plasată în Malkapur să stea cu ochii pe Berar Ghats. Cea de-a patra diviziune a mărșăluit la Khandesh ocupând regiunea dintre diviziunile administrative Pune și Amravati (Berar) pe cqnd cea de-a cincea diviziune a fost plasată în Hoshangabad și cea de rezervă între râurile Bhima și Krishna.

### Atacul contra pindarilor
Atacul contra pindarilor s-a desfășurat conform planurilor. Pindari au fost atacați, iar casele lor au fost înconjurate și distruse. Generalul Hislop din Madras i-a atacat pe pindari dinspre sud și i-a condus dincolo de râul Narmada, unde guvernatorul general Francis Rawdon-Hastings aștepta cu armata lui. Karim Han s-a predat englezilor și a primit teritorii în Gorakhpur. Principalele rute din India Centrală erau ocupate de detașamente britanice. Forțele pindari au fost complet dezmembrate și împrăștiate după o singură campanie. Nu s-au grupat în nicio bătălie împotriva trupelor regulate, și chiar și în grupuri mici nu au reușit să scape de încercuiri. Pindari s-au dispersat rapid de-a lungul țării. Căpeteniile pindari au fost reduse la starea de bandiți hăituiți. Pindari disperați se așteptau ca marathanii să-i ajute, dar niciunul nu a îndrăznit să le dea nici măcar un loc de adăpost pentru familiile lor. Karim și Setu încă aveau în total 23.000 de oameni, dar o asemenea forță nu se putea împotrivi armatelor care o înconjurau. În orice direcție se întorceau, erau întâmpinați de forțele britanice. Au urmat înfrângeri după înfrângeri. O bandă a fugit spre sud, lăsând toate bagajele în urmă. Mulți au fugit în junglă și au pierit. Alții s-au refugiat în sate, dar au fost omorâți fără milă de către sătenii care nu uitaseră de suferințele la care au fost supuși de către pindari. Căpeteniile pindari Karim Han și Wasil Mohammed fuseseră prezenți la bătălia de la Mahidpur. Deoarece acum puterile marathanilor fuseseră scăzuseră  semnificativ, urmărirea lui Setu și a altor lideri a fost reluată cu vigoare. Toți conducătorii s-au predat înainte de sfârșitul lunii februarie și sistemul și puterea pindari au ajuns la un sfârșit. Ei au fost trimiși la Gorakhptir unde au obținut pământuri pentru a-și asigura subzistența. Karim Han a devenit fermier pe o mică moșie primită dincolo de Gange în Gorakpur. Wasil Mohammed a încercat să fugă. A fost găsit și s-a sinucis luând otravă. Setu, din casta Jat, a fost vânat de către John Malcolm din loc în loc până când nu a mai avut niciun om în jurul lui. El a dispărut în jungla din India Centrală în 1819 și a fost ucis de un tigru.

### Fugapeshwaului
La ordinele lui Elphinstone, generalul Smith a ajuns în Yerwada, lângă Pune, pe 13 noiembrie, pe locul actualului Colegiu al Deccanului. Smith și trupele sale au trecut râul pe 15 noiembrie și au ocupat poziții la Ghorpadi. În dimineața zilei de 16 noiembrie, marathanii au atacați de englezi. Deși generalii marathani, cum ar fi Purandare, Raste, și Bapu Gokhale erau gata să înainteze spre forțele britanice, ei au fost demoralizați după ce au aflat că peshwa și fratele său au fugit în Purandar. O forță de alți 5.000 de marathani se situa la confluența a două râuri— Mula și Mutha—sub conducerea lui Vinchurkar, dar a rămas inactivă. Bapu Gokhale s-a retras să-l păzească pe peshwa în fuga lui. În dimineața următoare, generalul Smith a înaintat spre orașul Pune, și a constatat că peshwa fugise spre orașul Satara. Pune a capitulat în acea zi, și generalul Smith a avut mare grijă să protejeze partea pașnică a comunității. Ordinea a fost de curând restabilită. Forțele britanice au intrat în Shanivar Wada pe 17 noiembrie și drapelul britanic a fost arborat de către Balaji Pant Natu. Cu toate acestea, drapelele cu șofran ale peshwaului nu au fost înlăturate din Kotwali Chavdi până la înfrângerea lui Baji Rao la Ashti; s-ar părea că britanicii încă mai credeau că războiul nu a fost declanșat de către Baji Rao, ci că el ar fi fost forțat să facă acest lucru sub presiunea lui Gokhle, Trimabkji Dengle și Moreshwar Dikshit. 
Peshwa a fugit acum în Koregaon. Bătălia de la Koregaon a avut loc la 1 ianuarie 1818 pe malurile râului Bhima, la nord-vest de Pune. Generalul Stauton a ajuns în apropiere de Koregaon, împreună cu 500 de infanteriști, două tunuri de 3,5 kg, și 200 de călăreți din trupele neregulate. Doar 24 de infanteriști erau de origine europeană, provenind din Artileria Madras. Restul infanteriei era compusă din indieni angajați de britanici. Satul Koregaon era pe malul de nord al râului îngust și de mică adâncime în această perioadă a anului. Satul avea o incintă fortificată construită în maniera obișnuită marathană. Stauton a ocupat satul, dar nu a putut să cucerească incinta fortificată, care era ocupat de marathani. Britanicii au fost izolați de râu, singura lor sursă de apă. A urmat o luptă aprigă, care a durat întreaga zi. Străzile și tunurile au fost capturate și recapturate, trecând de la o parte la alta de mai multe ori. Comandantul Trimabkji al lui Baji Rao l-a ucis pe locotenentul Chishom, răzbunând astfel moartea lui Govindrao Gokhle, singurul fiu al lui Bapu Gokhle.  Peshwa a urmărit bătălia de pe vârful unui deal din apropiere, cam la două mile distanță. Marathanii au evacuat satul și s-au retras în timpul nopții. Această manevră poate părea justificată pentru că ei foloseau tacticile lui Ganimi Kawa, și nu pe cele ale lui Rangdi Maslat. Britanicii au pierdut 175 de oameni și aproximativ o treime din cai, mult de jumătate din ofițerii europeni fiind răniți. Marathanii au pierdut între 500 și 600 de oameni. Când britanicii au găsit satul evacuat dimineața, Staunton și-a luat trupele răvășite de luptă și s-a prefăcut că pornește în marș spre Pune, cotind însă apoi spre Shirur.
După bătălie, forțele britanice ale generalului Pritzler l-au urmărit pe peshwa, care a fugit spre sud, spre Karnataka cu Raja din Satara. Peshwa și-a continuat fuga spre sud toată luna ianuarie. Neprimind sprijin de la Raja din Mysore, peshwa a mărit viteza și s-a depărtat de generalul Pritzler în drum spre Sholapur. Până la 29 ianuarie, urmărirea peshwaului devenise contraproductivă. Ori de câte ori Baji Rao era presat de către britanici, Gokhale și trupele lui ușoare umblau prin jurul lui și trăgeau asupra britanicilor de la distanță. Au avut loc câteva ciocniri, și marathanii au fost frecvent loviți de obuze ale artileriei trase de cai. Nu a fost, însă, nici un rezultat avantajos pentru vreuna din părți. Pe 7 februarie, generalul Smith a intrat în Satara și a capturat palatul regal al marathanilor. El a înălțat simbolic drapelul britanic. În ziua următoare, Bhagwa Zenda —drapelul Shivaji și al marathanilor— a fost înălțat în locul lui. Pentru a obține sprijinul populației, britanicii au declarat că nu se vor amesteca în principiile vreunei religii. Ei au anunțat că toți watanii, inamii, toate pensiile și compensațiile anuale vor continua cu condiția ca beneficiarii să se retragă din slujba lui Baji Rao. În acest timp, Baji Rao a rămas foarte aproape de Sholapur.
Pe 19 februarie, generalul Smith a primit vestea că peshwa se îndreaptă spre Pandharpur. Trupele generalului Smith l-au atacat pe peshwa la Ashti pe drum. În această luptă, Gokhale a murit apărându-l pe peshwa de britanici. Raja din Satara a fost capturat împreună cu fratele și mama sa. Regele marathan, închis mai întâi de tarabai în anii 1750 își pierduse puterea cu mult timp în urmă, dar a fost repus pe tron de către Madhav rao Peshwa în 1763, după moartea lui Tarabai. De atunci, regele a păstrat funcțiunea ceremonială de numire în funcția de peshwa. Împăratul Alamgir al II-lea în farmanul său pentru peshwa îi mulțumea că a avut grijă de familia Chhatrapati. Chhatrapati s-a declarat în favoarea englezilor și aceasta a pus capăt poziției juridice a peshwaului ca șef al confederației Maratha, printr-o jahirnama care declara că confederația Maratha nu mai este condusă de un peshwa. Cu toate acestea, Baji Rao al II-lea a contestat jahirnama care l-a înlăturat din funcția de <i>peshwa</i> emițând o altă jahirnama prin care îl înlătura pe Mountstuart Elphinstone din postul de rezident britanic în statul lui. Moartea lui Gokhale și ciocnirea de la Ashti au grăbit sfârșitul războiului. La scurt timp, Baji Rao a fost abandonat și de patwardhani.
Până la 10 aprilie 1818, forțele generalului Smith cuceriseră cetățile Sinhagad și Purandar. Mountstuart Elphinstone menționează capturarea Sinhagadh-ului în jurnalul său la data de 13 februarie 1818: „garnizoana nu conținea marathani, ea consta din 100 de arabi, 600 gosaini, și 400 de konkani. Killadarul era un băiat de unsprezece ani; adevăratul guvernator, Appajee Punt Sewra, un carcoon hidos. Garnizoana a fost tratată cu mare indulgență; și, deși nu mai era de mult de proprietate și bani, killadarului i s-a permis să ia tot ce declara că îi aparține.” La 3 iunie 1818, Baji Rao s-a predat englezilor și a negociat suma de ₹ opt lakhi rentă anuală. Baji Rao a obținut promisiunea englezilor în favoarea Jagirdarilor, familiei lui, brahmanilor, și instituțiilor religioase. Peshwa a fost trimis la Bithur lângă Kanpur. Deși prăbușirea și exilul peshwaului a fost deplânsă în tot Imperiul Maratha ca o înfrângere națională, peshwa nu părea afectat. El a contractat mai multe căsătorii și și-a petrecut lunga viața angajat în practici religioase și în consum excesiv de alcool.

### Evenimentele din Nagpur

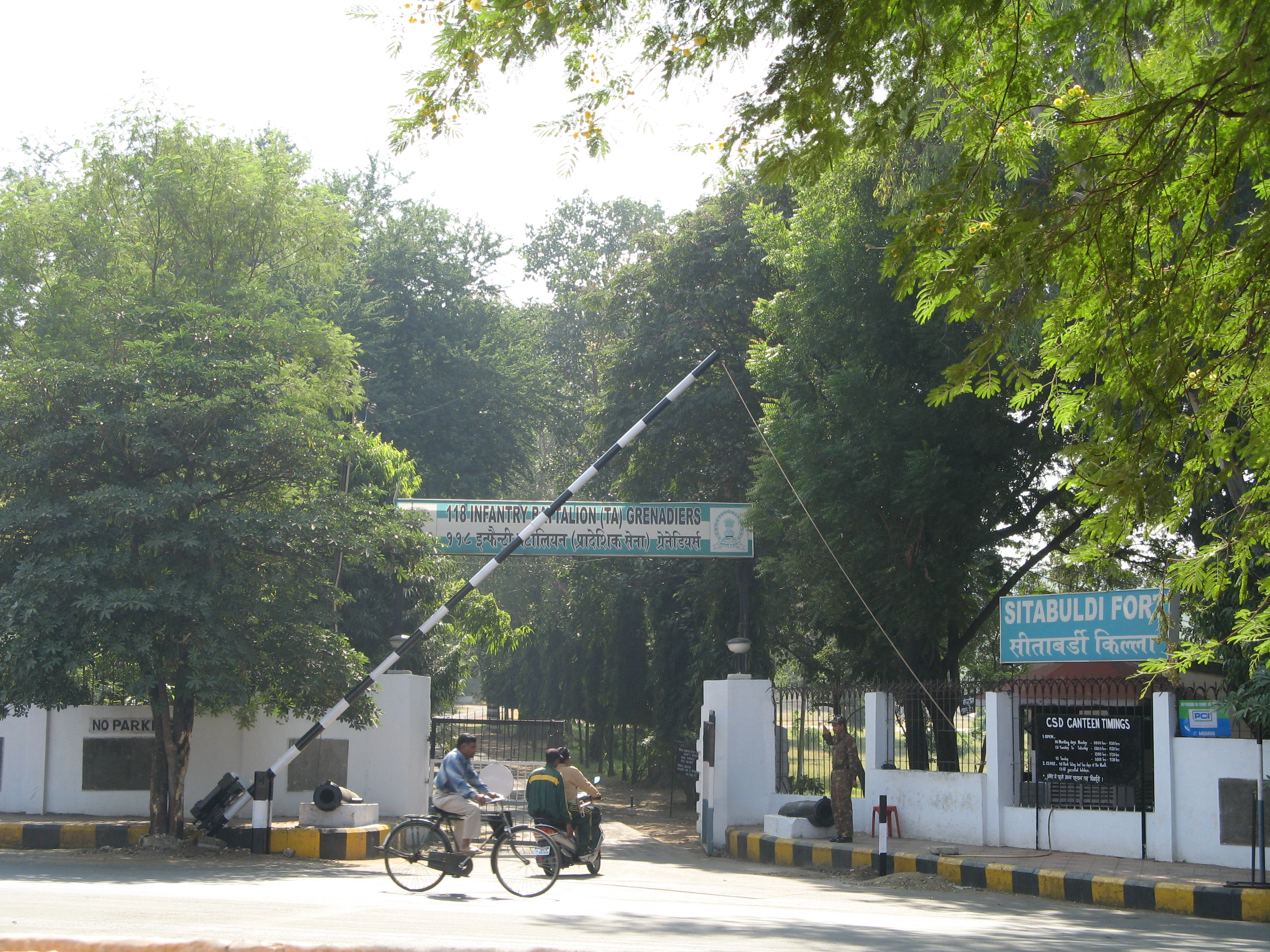
Fortul Sitabardi astăzi

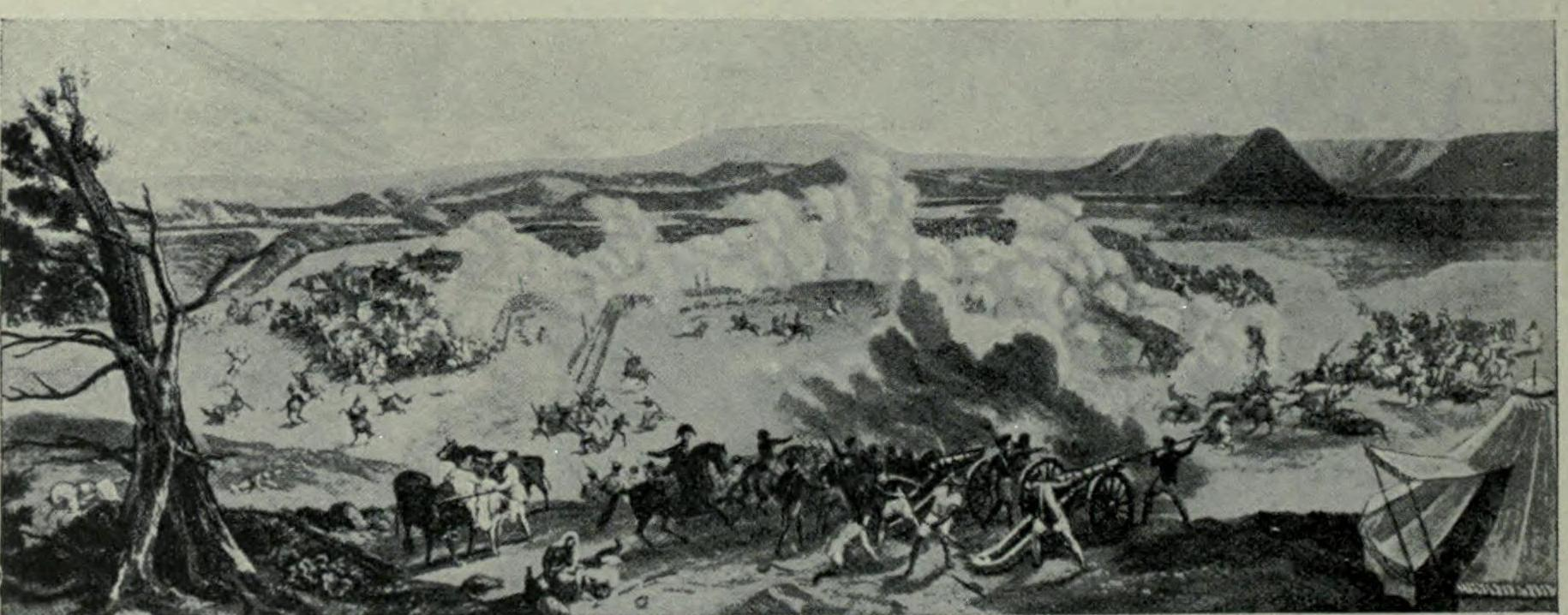
Bătălia de la Kirki, 1817

Madhoji Bhonsle, cunoscut și ca Appa Saheb, și-a consolidat puterea în Nagpur după uciderea vărului său, prostul conducător Parsoji Bhonsle. El a parafat un tratat cu britanicii pe 27 mai 1816. A ignorat cererea de rezidentului britanic Jenkins de a se abține de la contactele cu Baji Rao al II-lea. Jenkins i-a cerut lui Appa Saheb să-și împrăștie din ce în ce mai numeroasele trupe concentrate și să vină la rezidențiat, ceea ce a refuzat. Appa Saheb și-a declarat deschis sprijinul pentru peshwa, care deja lupta cu britanicii în apropiere de Pune. Cum acum era clar că lupta era pe terminate, Jenkins a cerut întăriri din partea trupelor Companiei Britanice a Indiilor de Est, aflate în apropiere. El avea deja aproximativ 1.500 de oameni sub comanda locotenent-colonelului Hopentoun Scott. Jenkins a trimis vorbă colonelului Adams să mărșăluiască spre Nagpur cu trupele sale. Ca și alți lideri marathani, Appa Shaeb avea arabi în armata lui. Ei erau, de obicei, implicați în apărarea cetăților. Se știa că ei sunt printre cei mai curajoși luptători, dar nu erau susceptibili la disciplină și la respectarea ordinelor. Forța totală a marathanilor era de aproximativ 18.000.
Rezidința se afla la vest de dealul Sitabardi, o colină de 270 m cu o creastă pe direcția nord-sud. Trupele Companiei Britanice a Indiilor de Est au ocupat partea de nord a colinei. Marathanii, luptând cu arabii, au obținut niște succese la început șarjând în sus pe deal și forțându-i pe britanici să se retragă spre sud. Comandanții britanici au început să sosească cu întăriri: locotenent-colonelul Rajan pe 29 noiembrie, maiorul Pittman pe 5 decembrie, și colonelul Doveton pe 12 decembrie. Contraatacul britanic a fost aprig și Appa Saheb a fost forțat să se predea. Britanicii au pierdut 300 de oameni, dintre care 24 erau europeni; Marathanii au pierdut un număr egal. S-a semnat un tratat la 9 ianuarie 1818. Lui Appa Saheb i s-a permis să domnească asupra unor teritorii nominale, cu mai multe restricții. Cea mai mare parte a teritoriului său, inclusiv cetățile, era acum controlat de britanici. Ei au construit fortificații suplimentare pe dealul Sitabardi.
Câteva zile mai târziu, Appa Saheb a fost arestat. Era fost escortat la Allahabad, când a fugit în Punjab să se adăpostească la sikhi. Ei l-au refuzat și a fost capturat din nou de către britanici lângă Jodhpur. Raja Mansingh din Jodhpur l-a adăpostit și a rămas în Jodhpur, unde a murit pe 15 iulie 1849, la vârsta de 44 de ani.

### Supunerea lui Holkar

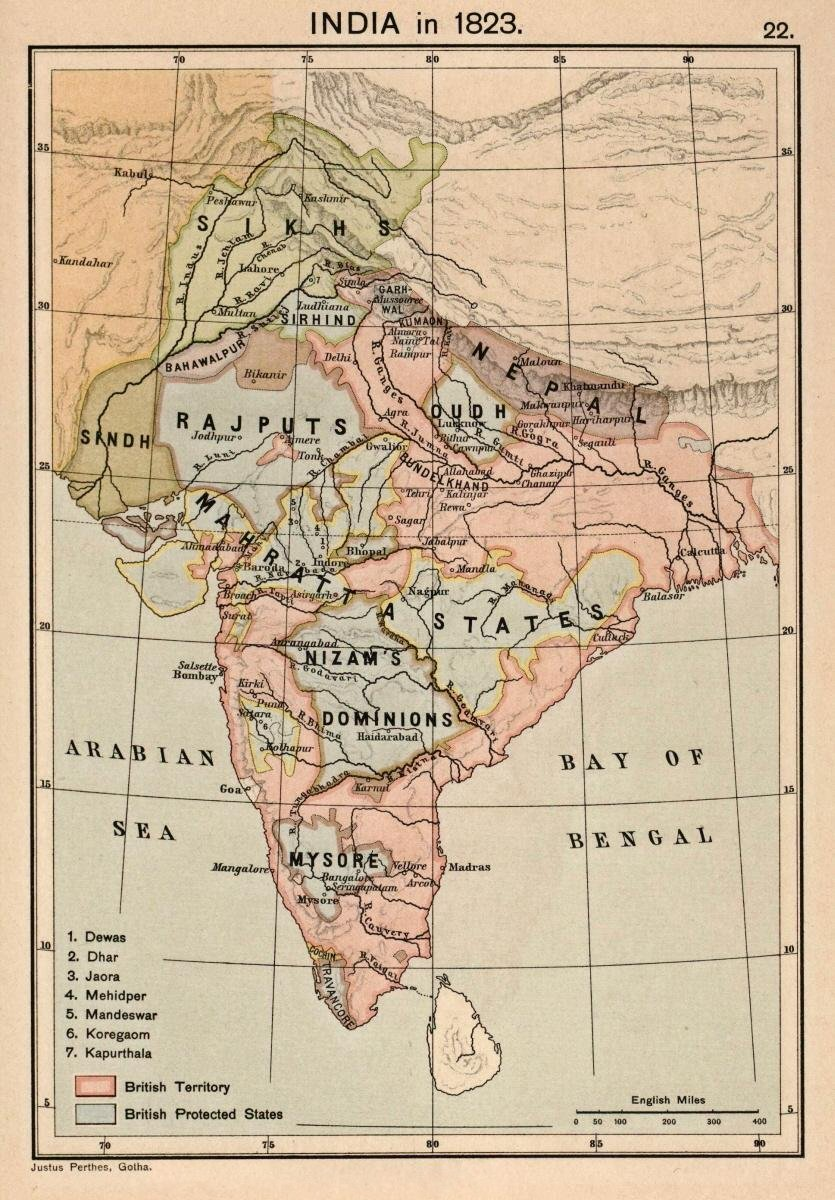
Harta Indiei, după al Treilea Război Anglo-Marathan, 1819

Lui Holkar i s-au oferit condiții similare cu cele oferite lui Shinde; singura diferență a fost că Holkar a acceptat și a respectat independența lui Amir Han. Curtea lui Holkar era în acest moment, practic, inexistentă. Când Tantia Jog, un oficial al lui Holkar, a cerut acceptarea ofertei, el a fost bănuit de complicitate cu britanicii. În realitate, el a făcut această sugestie pentru că era conștient de puterea britanicilor după ce le văzuse armatele în acțiune pe când comanda un batalion în trecut. Holkar a răspuns la insurecția peshwaului împotriva britanicilor inițiind o bătălie în Mahidpur.
Bătălia de la Mahidpur între Holkar și britanici s-a dat la 21 decembrie 1817. Șarja britanică a fost condusă de Malcolm însuși. A urmat o luptă pe viață și pe moarte, de la amiază până la ora 3:00 am. Generalul-locotenent Thomas Hislop a fost comandant suprem al Armatei Madrasului. Hislop a ajuns până undeva de unde vedea armata lui Holkar la 9:00 am. Compania Britanică a Indiilor de Est a pierdut 800 de oameni, dar forța lui Holkar a fost distrusă. Pierderile Companiei au fost 800 de morți sau răniți, dar Holkar a pierdut mult mai mult, aproximativ 3000 de morți sau răniți. Aceste pierderi au însemnat că Holkar rămânea fără orice mijloace de a se ridica la luptă împotriva britanicilor, și că puterea dinastiei Holkar era strivită. Bătălia de Mahidpur s-au dovedit dezastruoasă pentru șansele marathanilor. Henry Durand scria: „după bătălia de la Mahidpur, nu numai influența peshwaului, ci influența reală a statelor Mahratta ale lui Holkar și Shinde s-au risipit și au fost înlocuite de supremația britanică.” Deși puterea familiei Holkar era sfărâmată, restul trupelor au rămas ostile și a fost păstrată o divizie care să le risipească. Miniștrii au făcut propuneri de pace, și pe 6 ianuarie 1818 s-a semnat tratatul de la Mandeswar; Holkar accepta în întregime termenii britanicilor. Holkar intra sub autoritatea britanică drept prinț independent supuse sfatului unui rezident britanic.

## Sfârșitul războiului și efectele sale

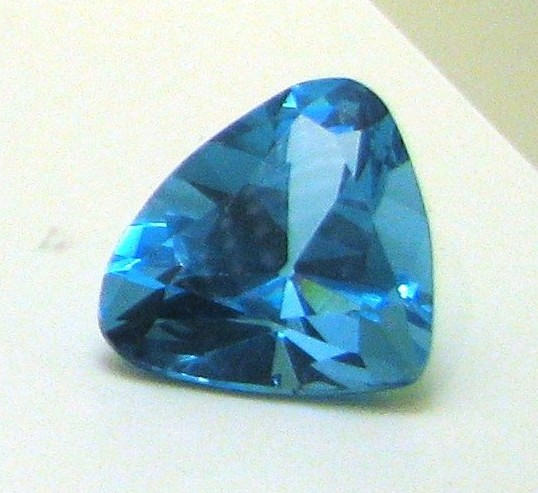
Diamantul Nassak a fost confiscat de la peshwa de către britanici și trimis la Londra

La sfârșitul războiului, toate puterile marathane s-au predat englezilor. Shinde și afganul Amir Han au fost supuși prin utilizarea de diplomației și presiunilor, care au dus la tratatul de la Gwailor din 5 noiembrie 1817. În conformitate cu acest tratat, Shinde a predat Rajasthanul britanicilor și accepta să-i ajute pe aceștia să lupte cu pindari. Amir Han a acceptat și el să-și vândă tunurile britanicilor și a primit o moșie la Tonk în Rajputana. Holkar a fost învins pe 21 decembrie 1817 și a semnat tratatul de Mandeswar pe 6 ianuarie 1818. Conform acestui tratat, statul lui Holkar devenea supus britanicilor. Tânărul Malhar Rao a urcat pe tron. Bhonsle a fost învins pe 26 noiembrie 1817 și a fost capturat, dar a fugit și și-a trăit restul vieții în Jodhpur. Peshwa s-a predat pe 3 iunie 1818 și a fost trimis la Bithur lângă Kanpur conform termenilor tratatului semnat la acea dată. Dintre căpeteniile pindari, Karim Han s-a predat lui Malcolm în februarie 1818; Wasim Mohammad s-a predat lui Shinde și în cele din urmă s-a otrăvit; și Setu a fost omorât de un tigru.
Războiul i-a lăsat pe britanici, sub egida Companiei Indiilor de Est, la controlul asupra practic întregii Indii de astăzi de la sud de râul Sutlej. Faimosul diamant Nassak a fost obținut de către societate ca parte din prada de război. Britanicii au dobândit bucăți mari de teritoriu din Imperiul Maratha și au pus capăt în efect celei mai dinamice opoziții. Termenii de capitulare oferiți de Malcolm peshwaului au fost controversați printre britanici, care i-au considerat prea îngăduitori: lui peshwa i s-a oferit o viață de lux aproape de Kanpur și cu o pensie de aproximativ 80.000 de lire. S-a făcut comparație  cu Napoleon, care era închis pe o stâncă mică în Atlanticul de sud, cu doar o sumă mică de bani pentru întreținere. Trimbakji Dengale a fost capturat după război și a fost trimis la cetatea Chunarin Bengal, unde și-a petrecut restul vieții. Cu toată rezistență activă încheiată, John Malcolm a jucat un rol important în prinderea și liniștirea fugarilor rămași liberi.
Teritoriile peshwaului au fost absorbite de președinția Bombay și teritoriul a confiscat de la pindari a devenit Provinciile Centrale ale Indiei Britanice. Prinții din Rajputana au devenit domni feudali cu titlu simbolic, care acceptau suzeranitatea britanică. Astfel, Francis Rawdon-Hastings a retrasat harta Indiei într-o stare care a rămas mai mult sau mai puțin neschimbată până în vremea Lordului Dalhousie. Britanicii au adus un obscur descendent al lui Shivaji, fondatorul Imperiului Maratha, să fie conducător ceremonial al Confederației Maratha în locul postului de peshwa. Un copil din familia Holkar a fost numit conducător al Nagpurului sub tutelă britanică. Peshwa a adoptat un fiu, Nana Sahib, care mai târziu a fost unul dintre liderii rebeliunii din 1857. După 1818, Montstuart Elphinstone a reorganizat împărțirea administrativ-teritorială pentru colectarea veniturilor, reducând astfel importanța Patilului, Deshmukhului, și Deshpandei. Noul guvern a simțit nevoia să comunice cu populația locala vorbitoare de limbă marathi; Elphinstone a urmărit o politică planificată de standardizare a limbii marathi din președinția Bombay începând după anul 1820.